# 1704 год
1704 (ты́сяча семьсо́т четвёртый) год  по григорианскому календарю — високосный год, начинающийся во вторник. Это 1704 год нашей эры, 4‑й год 1‑го десятилетия XVIII века 2‑го тысячелетия, 5‑й год 1700‑х годов. Он закончился 321 год назад.
| Пн | Вт | Ср | Чт | Пт | Сб | Вс |
|    | 1  | 2  | 3  | 4  | 5  | 6  |
| 7  | 8  | 9  | 10 | 11 | 12 | 13 |
| 14 | 15 | 16 | 17 | 18 | 19 | 20 |
| 21 | 22 | 23 | 24 | 25 | 26 | 27 |
| 28 | 29 | 30 | 31 |    |    |    |

| Пн | Вт | Ср | Чт | Пт | Сб | Вс |
|    |    |    |    | 1  | 2  | 3  |
| 4  | 5  | 6  | 7  | 8  | 9  | 10 |
| 11 | 12 | 13 | 14 | 15 | 16 | 17 |
| 18 | 19 | 20 | 21 | 22 | 23 | 24 |
| 25 | 26 | 27 | 28 | 29 |    |    |

| Пн | Вт | Ср | Чт | Пт | Сб | Вс |
|    |    |    |    |    | 1  | 2  |
| 3  | 4  | 5  | 6  | 7  | 8  | 9  |
| 10 | 11 | 12 | 13 | 14 | 15 | 16 |
| 17 | 18 | 19 | 20 | 21 | 22 | 23 |
| 24 | 25 | 26 | 27 | 28 | 29 | 30 |
| 31 |    |    |    |    |    |    |

| Пн | Вт | Ср | Чт | Пт | Сб | Вс |
|    | 1  | 2  | 3  | 4  | 5  | 6  |
| 7  | 8  | 9  | 10 | 11 | 12 | 13 |
| 14 | 15 | 16 | 17 | 18 | 19 | 20 |
| 21 | 22 | 23 | 24 | 25 | 26 | 27 |
| 28 | 29 | 30 |    |    |    |    |

| Пн | Вт | Ср | Чт | Пт | Сб | Вс |
|    |    |    | 1  | 2  | 3  | 4  |
| 5  | 6  | 7  | 8  | 9  | 10 | 11 |
| 12 | 13 | 14 | 15 | 16 | 17 | 18 |
| 19 | 20 | 21 | 22 | 23 | 24 | 25 |
| 26 | 27 | 28 | 29 | 30 | 31 |    |

| Пн | Вт | Ср | Чт | Пт | Сб | Вс |
|    |    |    |    |    |    | 1  |
| 2  | 3  | 4  | 5  | 6  | 7  | 8  |
| 9  | 10 | 11 | 12 | 13 | 14 | 15 |
| 16 | 17 | 18 | 19 | 20 | 21 | 22 |
| 23 | 24 | 25 | 26 | 27 | 28 | 29 |
| 30 |    |    |    |    |    |    |

| Пн | Вт | Ср | Чт | Пт | Сб | Вс |
|    | 1  | 2  | 3  | 4  | 5  | 6  |
| 7  | 8  | 9  | 10 | 11 | 12 | 13 |
| 14 | 15 | 16 | 17 | 18 | 19 | 20 |
| 21 | 22 | 23 | 24 | 25 | 26 | 27 |
| 28 | 29 | 30 | 31 |    |    |    |

| Пн | Вт | Ср | Чт | Пт | Сб | Вс |
|    |    |    |    | 1  | 2  | 3  |
| 4  | 5  | 6  | 7  | 8  | 9  | 10 |
| 11 | 12 | 13 | 14 | 15 | 16 | 17 |
| 18 | 19 | 20 | 21 | 22 | 23 | 24 |
| 25 | 26 | 27 | 28 | 29 | 30 | 31 |

| Пн | Вт | Ср | Чт | Пт | Сб | Вс |
| 1  | 2  | 3  | 4  | 5  | 6  | 7  |
| 8  | 9  | 10 | 11 | 12 | 13 | 14 |
| 15 | 16 | 17 | 18 | 19 | 20 | 21 |
| 22 | 23 | 24 | 25 | 26 | 27 | 28 |
| 29 | 30 |    |    |    |    |    |

| Пн | Вт | Ср | Чт | Пт | Сб | Вс |
|    |    | 1  | 2  | 3  | 4  | 5  |
| 6  | 7  | 8  | 9  | 10 | 11 | 12 |
| 13 | 14 | 15 | 16 | 17 | 18 | 19 |
| 20 | 21 | 22 | 23 | 24 | 25 | 26 |
| 27 | 28 | 29 | 30 | 31 |    |    |

| Пн | Вт | Ср | Чт | Пт | Сб | Вс |
|    |    |    |    |    | 1  | 2  |
| 3  | 4  | 5  | 6  | 7  | 8  | 9  |
| 10 | 11 | 12 | 13 | 14 | 15 | 16 |
| 17 | 18 | 19 | 20 | 21 | 22 | 23 |
| 24 | 25 | 26 | 27 | 28 | 29 | 30 |

| Пн | Вт | Ср | Чт | Пт | Сб | Вс |
| 1  | 2  | 3  | 4  | 5  | 6  | 7  |
| 8  | 9  | 10 | 11 | 12 | 13 | 14 |
| 15 | 16 | 17 | 18 | 19 | 20 | 21 |
| 22 | 23 | 24 | 25 | 26 | 27 | 28 |
| 29 | 30 | 31 |    |    |    |    |

## События
- 13 августа — Война за испанское наследство: Принц Евгений Савойский и Джон Черчилль, герцог Мальборо, побеждают французско-баварские войска в Баварии в сражении при Бленхейме.
  - Война за испанское наследство: Гибралтар захвачен британцами.
  - 24 августа — Война за испанское наследство: крупнейшее в ходе войны морское сражение при Малаге.
- Осень — 25-тысячная королевская армия жестоко подавила восстание камизаров во Франции.
- Куруцы освободили от австрийцев почти всю территорию Венгрии, Словакии, Трансильвании и Карпатской Украины, кроме отдельных крепостей. Май — Куруцы разбили австрийцев и угрожали Вене, но вынуждены были отступить.
- Султанат Бруней уступает северо-восточные территории султанату Сулу.
- Землетрясение разрушает Гондар в Эфиопии.
- По приказу Канси среди племён мяо (Хунань и Гуйчжоу) создано два округа с общекитайской системой управления и налогообложения.
- 23 апреля — в Бостоне начала выходить «Бостон ньюс-леттер», первая постоянная газета колониального периода США.
- Три округа Пенсильвании становятся колонией Делавэр.
- 1700—1721 — Северная война (Европа)[1].
  - 7 сентября — Карл XII предпринимает штурм Львова.
  - Зима 1704/1705 — Карл XII из Силезии стал угрожать Саксонии[1].

### Речь Посполитая
1702—1704 — Восстание Палия на Правобережной Украине.
- 1704—1712 — в ходе восстания был восстановлен Чигиринский полк[2].
- Весна — Образование Варшавской конфедерации. Низложение Августа II и избрание королём познанского воеводы Станислава Лещинского, ставленника шведов.
- Анти шведский лагерь в Польше образовал Сандомирскую конфедерацию.

## Русское государство
Правление: Пётр I Алексеевич
- 1700—1721 — Северная война[1].
  - Лето — Дерпт и Нарва захвачены русскими войсками. Вся р. Нева оказалась в руках русских, сухопутная связь между шведскими войсками в Прибалтике и Карелии была прервана[1].
  - 20 июня — Речь Посполитая вступила в Северную войну на стороне России против Швеции.
  - Август — Договор в Нарве о союзе России и Польши. Польша вступила в войну со Швецией.
- Октябрь 1704—1711 — Башкирское восстание[3].
  - Голландцы добились решения Боярской думы о передаче им соляных промыслов в Уфимском уезде, что было прямым нарушением земельных прав башкир[3].
  - Октябрь — в Башкирии появились прибыльщики А. Жихарев и М. Дохов, которые на собрании глав башкирских родов объявили указ Петра I о введении 72 новых налогов. В указе говорилось об изъятии в казну башкирских рыбных угодий и прилегающих к ним земель, проведении переписи и о ряде мер, ущемляющих права мусульманского населения. Прибыльщики были избиты возмущённым народом, что Российские власти расценили, как бунт[3].
- 1702—1704 — Восстание Палия на Правобережной Украине[2].
  - Апрель — в условиях Северной войны, Пётр I, до этого поддерживающий С.Ф. Палия, не пожелавший портить отношения со своим союзником польским королём Августом II, с целью прекращения восстания разрешил гетману Левобережной Украины И.С. Мазепе занять Правобережную Украину[2].
  - 1 (12) августа — И.С. Мазепа захватил Палия в плен и отправил его в Москву[2].
  - 1704—1709 — И.С. Мазепа фактически стал гетманом "обоих берегов" Днепра[2].
- 1703—1704 — закончено строительство Кроншлот, форт Кронштадта[4].
- В С.-Петербурге начато строительство Адмиралтейской верфи,строительством руководил А.Д. Меншиков[4].
- Пётр I вводит в обращение медную копейку, равную 1/100 серебряного рубля — появилась первая в мире полностью десятичная денежная система.
- После постройки крепости Новая Ладога из Староладожской крепости и переноса туда городских учреждений, город получил современное название — Ладога[5].
- 1704—1707 — по заказу А.Д. Меншикова и при его финансировании начато строительство церкви Архангела Гавриила в Москве (Меншикова башня)[4].

### Руководители приказов[6]
| Года      | Приказ              | Ф,И,О главы                  | Примечания  |
| --------- | ------------------- | ---------------------------- | ----------- |
| 1702-1704 | Аптекарский приказ  | Виниус Андрей Андреевич      | Думный дьяк |
| 1702-1704 | Провиантский приказ | Украинцев Емельян Игнатьевич |             |
|           |                     |                              |             |
|           |                     |                              |             |

## Правление
- 1704—1708 — король Венгрии Ференц II Ракоци.
- 12 июля 1704—1709 — Станислав Лещинский первый раз становится королём Польши (второй в 1733-1736)[8].

## Музыка
- 6 мая — премьера оперы Ифигения в Тавриде Андре Кампра и Анри Демаре в Париже
- 20 октября — премьера оперы «Клеопатра» Иоганна Маттезона в Гамбурге.

## Родились
См. также: Категория:Родившиеся в 1704 году
- Генрих Христиан Зенкенберг — известный немецкий юрист (умер в 1768)
- Томас Годфри — американский изобретатель, сконструировавший секстант
- 28 февраля — Ханс Герман фон Катте, лейтенант прусской армии (умер в 1730)
- 16 мая — Иоахим Готтлоб, немецкий теолог и преподаватель (умер в 1777)
- 31 июля — Габриель Крамер, швейцарский математик (умер в 1752)
- 22 июня — Джон Тэйлор, английский классический учёный (умер в 1766)
- 1 ноября — Пауль Даниэль Лонголиус, редактор словаря (умер в 1779)

## Скончались
См. также: Категория:Умершие в 1704 году
- 2 февраля — Гийом Франсуа Антуан маркиз де Лопиталь, французский математик (родился в 1661)
- 8 февраля — Филипп Йенинген, иезуит, мистик (родился в 1642)
- 23 февраля — Георг Муффат, немецкий и австрийский музыкант и композитор (родился в 1653)
- 24 февраля — Антуан Марк Чарпентир, французский композитор во время Короля-Солнца Людовика XIV (родился в 1643)
- 17 марта Менно ван Кухоорн, голландский военный инженер (родился в 1641)
- 8 апреля — Хиоб Лудольф, немецкий востоковед и африканист (родился в 1624)
- 8 апреля — Генри Сидни, 1-й граф Ромни, английский государственный деятель (родился в 1641)
- 10 апреля — Вильгельм Эгон Фюрстенберг, епископ Страсбурга (родился в 1629)
- 3 мая — Генрих Бибер, богемский скрипач и композитор (родился в 1644)
- 14 июля — царевна Софья Алексеевна (г/р 1657), регентша при малолетних царях Иване V и Петре I, фактически правительница Русского государства (1682-1689)[9].
- 24 июля — Иштван Деньдеши, венгерский поэт, общественный деятель.
- 1 октября — Cornelis Dusart, голландский художник (родился в 1660)
- 2 ноября — Иоганн Якоб Валтер, немецкий композитор (родился в 1650)
- 28 октября — Джон Локк, английский философ (родился в 1632)